# Kwelderwerken

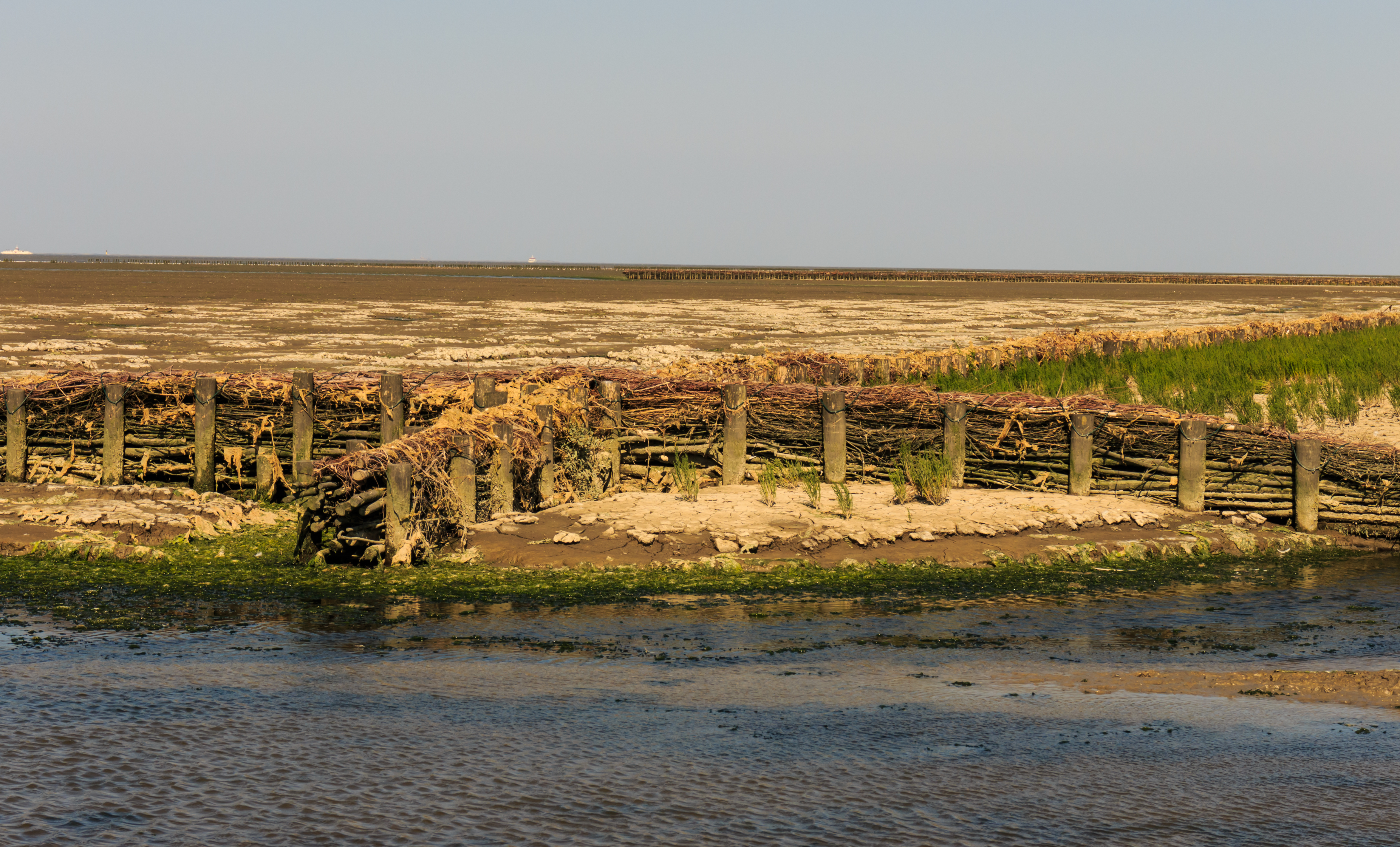
dammetjes aangelegd voor kwelderwerken

Kwelderwerken zijn menselijke ingrepen in kwelders om landaangroei te stimuleren. Tot 1991 werden het aan de Nederlandse waddenkust landaanwinningswerken genoemd.

## Stimuleren van Kweldergroei
De aangroei van kwelder werd vroeger gestimuleerd door boeren en landeigenaars omdat het aangegroeide land in hun bezit kwam. De kwelders kwamen steeds dieper in zee te liggen en na verloop van tijd ingepolderd zodat er landbouw plaats kon vinden. Om de kweldergroei te stimuleren werden er op de Groningse en Friese kwelders kwelderwerken aangelegd.
Deze bestonden uit rijen houten palen met daartussen wilgentakken om het water rustig te maken en de sedimentatie van klei- en zanddeeltjes te stimuleren. Het neergeslagen bodemmateriaal raakte na verloop van tijd begroeid waardoor de kwelder steeds sneller aangroeide.
Er zijn in andere landen, zoals Suriname, vergelijkbare projecten.

## Huidige functie kwelderwerken
Rijkswaterstaat is verantwoordelijk voor het in stand houden van de buitendijkse kwelders. Daarbij gaat het voornamelijk om de rijshouten dammen, die daar staan om klei- en slibdeeltjes in te vangen tijdens hoogwater. Een reden voor het onderhoud is het tegengaan van erosie van de kwelders. Zo wordt een breed en gedifferentieerd overgangsgebied met specifieke natuurwaarden tussen Waddenzee en vasteland in stand gehouden. De kwelders hebben officieel geen waterkerende functie maar de golfslag op de aanliggende dijk wordt er wel door verminderd.
Het beheer van de hogere kwelders ligt vooral bij de boeren die er hun vee laten grazen.